# آيرو سبيسلاينز ميني جابي
الطائرة آيرو سبيسلاينز ميني جابي (بالإنجليزية: Aero Spacelines Mini Guppy)‏ هي طائرة شحن كبيرة، ذي بدن عريض لنقل الحمولات فائقة الضخامة. هي ثالث طائرة تنتجها شركة آيرو سبيسلاينز، بعد طائرة الشحن الضخمة آيرو سبيسلاينز سوبر جابى. أنتجت الطائرة ميني جابي في طرازين مختلفين واستخدم في إنتاجهما مكونات خردة من الطائرة بوينغ 377، والطائرة بوينغ سي-97 ماعدا البدن فقد كان جديدًا فيهما الاثنين. انتج من كل طراز عدد واحد طائرة فقط.

## التاريخ

### الطراز ميني جابي
زودت الطائرة ميني جابي بمحرك متردد أصلي برات ووتني آر-4360 سمح للطائرة بحمل حمولة قصوى وزنها 14,500 كجم (32,000 باوند) وسرعة طيران تصل إلى 400 كم/ساعة (250 ميل/س). سمح بدن الطائرة ميني جابي بفتحها من عند ذيلها لسهولة تحميلها. وبلغت فسحة التخزين طولًا مقداره 27.9 متر (91 قدم، و6 بوصات) وعرضًا 22.3 متر (73 قدم، و2 بوصة) وقطر البدن وصل إلى 5.5 متر (18 قدم).
حلقت المينى جابي أول مرة في 24 مايو 1967، وعملت لشركة آيرو سبيسلاينز لعدة سنوات تاليه وذلك حتى بيعها عام 1974 لشركة الصناعات الأمريكية النفاثة (American Jet Industries). وفي عام 1980 باعتها إلى اتحاد إيرو (Aero Union) والتي باعتها بدورها بعد 8 سنوات إلى شركة إريكسون إير كران (Erickson Air Crane).
استخدم شركة إريكسون إير كران الطائرة في نقل الحمولات الثقيلة حتى عام 1995. وفي عام 1995 خرجت الطائرة عن الخدمة واستمرت عرضها في معرض تيلامونك للطيران في تيلاموك، أوريغون. وابتداءً من 1 أغسطس 2008، أصبح بإمكان زائرى المعرض أخذ جولة بداخل الطائرة مقابل اتعاب اضافية.

### الطراز ميني جابي التوربينية
أطلق على الطراز الثاني رسميًا اللقب «ميني جابي التوربينية» (Mini Guppy Turbine)، وعرف اختصارًا بـMGT. زود الطراز الثاني بمحرك توربينية أليوسن 501-دي22 سي. لم تتغير قطر فسحة التخزين بالطراز الثاني عن الطراز لأول وظل 22.3 متر (73 قدم، وبوصتان)، إلا ان الطول الكلي زاد وأصبح 31.4 متر (103 قدم، وبوصتان). وأصبحت الطائرة اعرض قليلًا فأصبح عرضها 5.6 متر (18 قدم، و4 بوصات). المحركات الجديدة والبدن الأكبر سمح للطائرة بحمل حمولة قصوى تصل إلى 28,540 كجم (62,925 باوند) وهذا يمثل حوالى ضعف حمولة الطراز الأول. واختلف الطراز الثاني عن سابقه في باب فسحة التخزين، حيث ان الطراز الثاني سمح بالتخزين من مقدمة الطائرة وليس من ذيلها في الطراز الأول.
حلقت الطائرة ميني جابي التوربينية لأول مرة في 13 مارس 1970، ولكنها تمتعت بحياة قصيرة حيث انها فقدت في 12 مايو 1970 مع طاقمها بأكمله في حادثة تحطم خلال رحلة تجريبية في قاعدة ادواردز الجوية، بكاليفورنيا.

## انظر ايضًا
- آيرو سبيسلاينز سوبر جابى
- آيرو سبيسلاينز بريجنانت جابي